# 4-Decanol
4-Decanol ist eine chemische Verbindung aus der Gruppe der Alkohole, genauer der chiralen Alkohole.

## Eigenschaften
4-Decanol ist eine farblose Flüssigkeit, die praktisch unlöslich in Wasser ist.